# گرانینا
گرانینا (به اسپانیایی: Grañena de las Garrigas) یک منطقهٔ مسکونی در اسپانیا است که در گاریگوس واقع شده‌است. گرانینا ۲۰٫۵ کیلومتر مربع مساحت دارد ۳۶۶ متر بالاتر از سطح دریا واقع شده‌است.